# Salum (gmina Kramfors)
Salum – miejscowość (småort) w Szwecji w gminie Kramfors w regionie Västernorrland. Około 23 mieszkańców.